# 橘杏咲
橘杏咲（日语：／ Tachibana Azusa，2004年10月12日—）是日本東京都出身的女性聲優。I'm Enterprise所屬。

## 略曆
橘杏咲的童年時期曾以播音員作为未來夢想的職業，但在學校她並未加入廣播社，而是就讀於中高一貫校時參加輕音樂部。杏咲加入輕音部的契機，是因為媽媽看了《K-ON！輕音部》後對杏咲說有個和杏咲同名的孩子，看起來很有趣。於是杏咲在輕音部擔任了六年的吉他主唱。也因此開始喜歡上動畫歌曲，並在國中二年級時觀看《銀魂》後迷上了動漫。
高中時期因為新型冠狀病毒感染症的流行而進入封閉時期，多了不少空閒時間，因此看了許多以前沒看過的動漫。從中發現國中時期看過的動畫中擔任配音的聲優也參與了其他作品，因而產生興趣，並與母親商量後，決定報名參加日本播音演技研究所。 從日Nare畢業後，於2021年4月1日起加入I'm Enterprise事務所。在2022年播出的電視動畫《BLEACH 千年血戰篇》中正式出道。
杏咲在2025年播出的電視動畫《Bad Girl 不良少女》中首次擔綱主演，名為優谷優的角色。

## 人物
在日播研的同期生中，有井藤智哉、結川麻希、照井悠希等人。杏咲與這三位關係很好，經常一起玩遊戲。
興趣是觀賞舞台劇、唱歌以及繪製插圖。特長是複式躲避球。杏咲擁有的資格證是實用英語技能檢定二級。

## 演出作品
※粗體字為主要角色。

### 電視動畫
2022年
- BLEACH 千年血戰篇（死神）

2023年
- 小智是女孩啦！（小孩）
- 勇者死了！（托卡〈幼年〉[2]）
- 爆旋陀螺X（粉絲）
- 凹凸魔女的親子日常（羅恰）

2024年
- 因為不是真正的夥伴而被逐出勇者隊伍，流落到邊境展開慢活人生2nd（少女）
- 夜晚的水母不會游泳（粉絲女孩）
- 魔導具師妲莉亞永不妥協（妖精[6]）
- 雙生戀情密不可分（女學生、部員）
- 神明选拔 Season2 完結篇
- 膽大黨（女子B[7]）
- 五等分的新娘＊（莉莉）

2025年
- 金牌得主（幼兒園兒童）
- 地縛少年花子君2（學生F、影護士C）
- 我與尼特女忍者的莫名同居生活（嚀嚀女僕}）
- 安妮·雪利（艾拉·梅·麥克佛生）
- Princession Orchestra（一條流星／Princess Meteor[8]）
- 隨興旅 -That's Journey-（女子小學生）
- Classic★Stars – 古典樂★之星（女子）
- Summer Pockets
- Bad Girl 不良少女（優谷優[9]）
- 最近的偵探真沒用（翌檜的粉絲）

時期未定
- 神八小妹不可怕（佐藤神八[10]）

### 電子遊戲
2024年
- 制服女友（玉依緋鞠[11])
- 怪物彈珠（悠芙莉夢）
- ReverseBlue×Re-birthEnd（紫亞[12]）

2025年
- 制服女友2（玉依緋鞠[13]）
- 明日方舟（莎草）
- 虛擬少女@世界終焉（[14]）

## 音樂作品

### 角色歌
| 發售日  | 商品名                                      | 演唱       | 歌曲                                          | 備註                                    |
| 2025    | 2025                                        | 2025       | 2025                                          | 2025                                    |
| ------- | ------------------------------------------- | ---------- | --------------------------------------------- | --------------------------------------- |
| 4月7日  | ツッパリHigh School Rock'n Roll（登校編）   | 天狼群     | 「ツッパリHigh School Rock'n Roll（登校編）」 | 電視動畫《Bad Girl 不良少女》相關歌曲   |
| 4月23日 | ゼッタイ歌姫宣言ッ！/君とつなぐオーケストラ | オルケリア | 「ゼッタイ歌姫宣言ッ！」                      | 電視動畫《Princession Orchestra》主題曲 |
| 4月23日 | ゼッタイ歌姫宣言ッ！/君とつなぐオーケストラ | オルケリア | 「君とつなぐオーケストラ」                    | 電視動畫《Princession Orchestra》片尾曲 |

## 腳註

### 團體成員
1. ↑  優谷優（橘杏咲）、水鳥亞鳥（花宮初奈）、涼風涼（松岡美里）、瑠璃葉瑠蘿（花井美春）
2. ↑  Princess Ripple（葵梓）、プリンセス・ジール（藤本侑里）、Princess Meteor（橘杏咲）

### 來源
1. 1 2 3 4 5 6  . アイムエンタープライズ.   [2024-03-17].
2. 1 2 3 4 5 6  . seigura.com. 主婦の友インフォス. 2023-08-25  [2024-03-17].
3. ↑  . ファミ通.com. KADOKAWA Game Linkage. 2023-09-15  [2024-03-17].
4. ↑  . アイムエンタープライズ.   [2024-03-17]. （原始内容存档于2024-02-13）.
5. ↑  . seigura.com. イマジカインフォス. 2025-03-01  [2025-04-26].
6. ↑  anzusaku1012的2024年8月17日的推文、. Retrieved 2025-01-26.
7. ↑  anzusaku1012的2024年12月20日的推文、. Retrieved 2025-01-26.
8. ↑  . まんたんウェブ. MANTAN. 2024-06-14  [2024-06-14].
9. ↑  . コミックナタリー (ナターシャ). 2025-01-28  [2025-01-28]. （原始内容存档于2025-01-29）.
10. ↑  . コミックナタリー. ナターシャ. 2025-06-06  [2025-06-06].
11. ↑  . ファミ通.com. KADOKAWA Game Linkage. 2023-11-17  [2024-02-22].
12. ↑  . リバースブルー×リバースエンド（リバ×リバ）公式サイト.   [2025-01-25].
13. ↑  . 制服カノジョ2 公式サイト. ENTERGRAM.   [2024-09-16].
14. ↑  . 「VIRTUAL GIRL @ WORLD'S END」公式サイト. ブシロード.   [2025-02-03]. （原始内容存档于2025-05-15）.

## 外部連結
- 橘 杏咲｜I'm Enterpise
- 橘 杏咲的X（前Twitter）